# Nannastacus nyctagineus
Nannastacus nyctagineus är en kräftdjursart som beskrevs av Gamo 1962. Nannastacus nyctagineus ingår i släktet Nannastacus och familjen Nannastacidae. Inga underarter finns listade i Catalogue of Life.